# ČSA-Flug 523
Der ČSA-Flug 523 (Flugnummer: OK523, Funkrufzeichen: CSA 523) war ein internationaler Linienflug der Balkan Bulgarian Airlines von Prag nach Havanna mit Zwischenstopps in Shannon und Gander. Am 5. September 1967 verunfallte auf diesem Flug eine mit 61 Passagieren und 8 Besatzungsmitgliedern besetzte Iljuschin Il-18D während des Starts vom Flughafen Gander. Bei dem Unfall kamen 35 der 69 Insassen an Bord ums Leben.

## Maschine
Das Flugzeug war eine im Jahr 1967 gebaute Iljuschin Il-18D mit der Werknummer 187009705 und der Modellseriennummer 097-05, die am 19. Mai 1967 an die ČSA – Československé Aerolinie ausgeliefert und seitdem durchgehend von dieser betrieben wurde. Das viermotorige Langstrecken-Passagierflugzeug war mit vier Turboproptriebwerken des Typs Iwtschenko AI-20K ausgestattet. Seit ihrer Inbetriebnahme hatte die Maschine 766 Betriebsstunden absolviert.

## Insassen
Den internationalen Linienflug von Prag nach Havanna hatten 61 Passagiere angetreten. Es befand sich eine achtköpfige Besatzung an Bord.
- Der 52-jährige Flugkapitän verfügte über 17.303 Stunden Flugerfahrung, wovon 9.400 Stunden auf Instrumentenflüge, 7.560 Stunden auf Nachtflüge und 5.360 Stunden auf die Iljuschin Il-18 entfielen. Er verfügte über Musterberechtigungen für die Flugzeugtypen Douglas DC-3, Iljuschin Il-12, Iljuschin Il-14, Iljuschin Il-18 und Bristol Britannia. Er war zum Flugkapitän auf inländischen und internationalen Flugstrecken qualifiziert und wurde von der Fluggesellschaft seit 1962 auf der Flugverbindung Prag–Gander–Havanna eingesetzt. Am Flughafen Gander hatte der Flugkapitän seitdem 19 Starts und 37 Landungen tagsüber durchgeführt sowie 110 Starts und 94 Landungen auf Nachtflügen.
- Der 44-jährige Erste Offizier hatte von seinen 10.749 Stunden Flugerfahrung 1.291 im Cockpit der Iljuschin Il-18 abgeleistet. Er verfügte über Musterberechtigungen für die Flugzeugtypen Iljuschin Il-14, Iljuschin Il-18 und Bristol Britannia, war zum Prüfkapitän auf der Iljuschin Il-14 und für Instrumentenflüge zertifiziert und wurde von der Fluggesellschaft seit 1964 auf der Flugverbindung Prag–Gander–Havanna eingesetzt. Am Flughafen Gander hatte der Erste Offizier seitdem 11 Starts und 27 Landungen tagsüber durchgeführt sowie 94 Starts und 89 Landungen auf Nachtflügen.
- Der 40-jährige Flugingenieur war zum Flugingenieurausbilder auf der Iljuschin Il-18 zertifiziert. Er verfügte über Musterberechtigungen für die Flugzeugtypen Iljuschin Il-14, Iljuschin Il-18 und Bristol Britannia. Seine kumulierte Flugerfahrung belief sich auf 5.163 Flugstunden, wovon 1.290 auf die Il-18 und 102 Stunden auf die Il-18D entfielen.
- Der 40-jährige Navigator verfügte über Musterberechtigungen für die Flugzeugtypen Tupolew Tu-104, Tupolew Tu-124, Iljuschin Il-18 und Bristol Britannia. Seine kumulierte Flugerfahrung belief sich auf 12.027 Flugstunden.
- Der 35-jährige Bordfunker war für Maschinen der Typen Iljuschin Il-14 und Iljuschin Il-18 zugelassen. Er konnte 5.380 Stunden Flugerfahrung vorweisen.

## Unfallhergang
Der Flug nach Gander verlief routinemäßig und die Iljuschin wurde für den Rest des Fluges aufgetankt. Die Maschine startete von Landebahn 14 und begann in einem ungewöhnlich flachen Winkel zu steigen. Die höchste erreichte Höhe betrug 125 Fuß am Ende der Landebahn. Es war Nacht und der Himmel war bewölkt. Nach dem Überfliegen der Startbahn sank das Flugzeug, bis es gegen einen Strommast prallte und mit einer Geschwindigkeit von 363 km/h auf dem Boden aufschlug. Die Maschine schlitterte weiter, bis sie 4.000 Fuß nach dem Ende der Landebahn gegen einen Bahndamm stieß. Nach dem Aufprall kam es zu einem Brand.

## Ursache
Nach dem Unfall nahmen eine Ermittlungskommission, bestehend aus tschechoslowakischen und sowjetischen Experten, die Ermittlungen auf. Unter den Kommissionsmitgliedern befanden sich der Ingenieur Genrich Nowoschilow von Iljuschin und der Veteran der tschechoslowakischen Luftwaffe František Fajtl. Die Ermittlungskommission war nicht in der Lage, die Unfallursache zu ermitteln. Das Flugzeug war um 119 kg überladen, was jedoch keinen nennenswerten Einfluss auf die Leistung des Flugzeugs gehabt haben könnte. Den verfügbaren Daten zufolge unterlag der Höhenmesser des verantwortlichen Piloten Reibungsfehlern, die zu geringfügigen Verzögerungen bei der Reaktion hätten führen können, und die Kurskreisel des Flugkapitäns und Ersten Offiziers unterlagen aufgrund der Beschleunigung Anzeigefehlern des Nickwinkels, die zwischen 1,5° und 4° gelegen haben könnten.